# Massagris honesta
Massagris honesta är en spindelart som beskrevs av Wesolowska 1993. Massagris honesta ingår i släktet Massagris och familjen hoppspindlar. Inga underarter finns listade i Catalogue of Life.